# 裴休
裴休（791年—864年），字公美，孟州濟源（今河南省济源市）人，祖籍河東郡聞喜县（今山西聞喜县），出自河东裴氏定著五房之一的东眷裴，唐代书法家、官员。

## 生平
裴休的父亲叫裴肅，贞元年间曾经担任浙东团练观察使。裴休是家中次子，自幼學佛，操行良好，与兄弟同在家中读书，终年不出户。人稱河東大士。家里送来鹿肉，别人让他一起吃，裴休说：“蔬食犹不足，今日食肉，来日何以为继！（平日吃素食尚且不够，今天吃了鹿肉，以后如何继续）”。唐穆宗长庆年间，擢进士，又登贤良方正甲科。官監察御史、兵部侍郎，兼诸道盐铁转运使。大中六年（852年），進同中書門下平章事，“性宽惠，为官不尚皦察，而吏民畏服”。立稅茶十二法。在相位五年，大中十年罢相，為检校户部尚书、汴州刺史、御史大夫，充宣武軍節度使，封河東縣子。此后歷昭義，河東，鳳翔，荊南四節度使。咸通初，入为户部尚书，累迁吏部尚书、太子太师。

### 生卒年
资料多记为公元791～864年，《新唐书》仅记卒年74岁。刘泽亮教授根据佛教典籍记为公元797～870年，因据济源沁河口内化城寺遗址遗存的《敕赐延庆化城寺之碑》文，化城寺建于咸通四年（863年）十二月二十三日（朝廷敕文时间），五年（864年）正月上奏《谢置化城寺表》即寺已建成。而清《济源县志》录有裴休《书留化城寺壁》一首：“平生志在野云深，建立精蓝大用心。须达买园充圣地，祗陁施树不收金。鸣钟息息三途苦，阁上常听万籁音。为报往为游玩者，园林常住莫相侵。”似其时身心尚良好。

## 子孙
- 裴文德，出家，法號法海。
- 裴弘，字裕志
  - 裴瑀，字夷玉
  - 裴珣，字德潤
- 裴弢，字藏器
  - 裴瑑

## 书法
裴休工于書法，作品有《圭峰禪師碑》。米芾的《海岳名言》說：“裴休率意写碑，乃有真趣，不陷丑怪。”。又著有《劝发菩提心》。裴休家世奉佛，休尤甚，为灵佑禅师奏建密印寺。晚年退居湖南寧鄉溈山鄉清溪之裴公庵，卒后与夫人陈氏同葬于溈山，墓園以花岗石及青石砌成，墓葬现为湖南省级文物保护单位。

## 延伸阅读
[在维基数据编辑]
 在维基文库阅读此作者作品（ 在维基共享资源阅览影像）
 《舊唐書/卷177》，出自刘昫《舊唐書》
 《新唐書·卷182》，出自《新唐書》